# Командная гонка с раздельным стартом
Командная гонка с раздельным стартом, гонка на время, разделка (англ.  team time trial, TTT) — соревнование в шоссейном велоспорте, целью которого является прийти первой всей команде. Результат засчитывается по прибытии на финиш последнего из команды гонщика. В состав команды входят от 4 до 6 участников. В основном проводится на Гранд Турах. Также особенностью командной гонки на время является небольшая длина дистанции (в среднем 20—30 км).

## TTT как этапсупермногодневок

### Тур де Франс
Дебют этой дисциплины на «Большой петле» датируется 1963 годом. В течение трёх сезонов подряд (1979—1981) практиковалось проведение двух «разделок» за одну гонку. Четвёртый этап сто десятого Тура в Ницце — 44-я командная гонка с раздельным стартом в истории супермногодневки.
| Год  | Этап | Маршрут/место                 | Длина, км | Победитель                      | Время   |
| 1963 | 2b   | Жамбе                         | 21,6      | Pelforth-Sauvage-Lejeune-Wolber | 1:23:54 |
| 1979 | 4    | Каптье — Бордо                | 86,6      | TI-Raleigh                      | 1:47:15 |
| 1979 | 8    | Довиль — Ле Авр               | 90,2      | TI-Raleigh                      | 1:50:27 |
| 1980 | 1b   | Висбаден — Франкфурт-на-Майне | 45,8      | TI-Raleigh                      | 53:45   |
| 1980 | 7a   | Компьень — Бове               | 65        | TI-Raleigh                      | 1:24:09 |
| 1981 | 1b   | Ницца                         | 40        | TI-Raleigh                      | 46:20   |
| 1981 | 4    | Нарбонна — Каркасон           | 77,2      | TI-Raleigh                      | 1:41:03 |
| 2013 | 4    | Ницца                         | 25        | Orica GreenEDGE                 | 25:56   |
| ---- | ---- | ----------------------------- | --------- | ------------------------------- | ------- |

### Джиро д’Италия
TTT появился в календаре Джиро в 1981 году. В 1991—2005 годах командная разделка не проводилась. Шесть раз эта дисциплина открывала велогонку. Первый 15-километровый триал между населёнными пунктами Линьяно и Бибьоне завершился победой местного коллектива Hoonved-Botecchia. В XXI веке две гонки с раздельным стартом выигрывал только итальянский Liquigas (2007, 2010). Действующий чемпион состязания — британская Team Sky. 19-я командная гонка на время состоится 9 мая 2014 года в Белфасте и станет первым этапом супермногодневки.

### Вуэльта Испании
В XX столетии на Туре Испании было проведено всего шесть командных разделок (1972, 1973, 1988—1991), в первой из них праздновал успех коллектив Kas. В 2003 году гонка вернулась в расписание супермногодневки. Ещё три короткие паузы пришлись на 2005, 2007 и 2009 годы. На стартовом этапе 68-й Вуэльты первую позицию заняла Pro Team Astana из Казахстана.

## Эйндховенская гонка
Протяжённость нидерландской однодневки составляла 48,6 км.
| Год  | Победитель        | Время | Средняя скорость, км/ч |
| 2005 | Team Gerolsteiner | 53:35 | 54,42                  |
| 2006 | Team CSC          | 52:28 | 55,58                  |
| 2007 | Team CSC          | 53:36 | 54,4                   |
| ---- | ----------------- | ----- | ---------------------- |